# (466733) 2014 YO26
(466733) 2014 YO26 es un asteroide perteneciente al cinturón de asteroides, descubierto el 20 de septiembre de 1998 por el equipo Spacewatch desde el Observatorio Nacional de Kitt Peak (Arizona, Estados Unidos).